# William McDougall (homme politique)
Pour les articles homonymes, voir William McDougall.
William McDougall est un homme politique canadien, né le 25 janvier 1822 et décédé le 29 mai 1905. Avocat, il est un des pères de la Confédération canadienne.